# Animali feriti
Animali feriti (in catalano: Animal ferits, in spagnolo: Animales heridos)  è un film spagnolo del 2006 diretto da Ventura Pons.

## Trama
Ambientato a Barcellona, tratto dal romanzo Animales tristes di Jordi Puntí, narra le vicende quotidiane di tre coppie, alle prese con problemi: una coppia di coniugi di mezza età Silvio e Marcia, in cui il marito intreccia una relazione con la giovane Claudia; una giovane coppia, Daniel e Irina, in vacanza nel sud della Catalogna, in cui lui scopre il tradimento della compagna; una coppia di stranieri, Mariela, domestica messicana di Silvio e Marcia, Jorge Washington, manovale peruviano, più giovane di lei, che una sera, dopo aver assistito ad una partita del Futbol Club Barcelona allo stadio, si invaghisce di Claudia, anch'ella spettatrice.